# Johan Vilhelm Gertner
Pour les articles homonymes, voir Gertner.
Johan Vilhelm Gertner, né le 10 mars 1818 et mort le 28 mars 1871, est un peintre danois réputé pour ses portraits. L'un des derniers élèves de Christoffer Wilhelm Eckersberg, qui est appelé le précurseur de l'âge d'or de la peinture danoise, Gertner appartient à la fin de l'âge d'or, période où l'art danois s'est orienté vers un style plus réaliste, qui s'inspirait à la fois du réalisme français et des nouvelles techniques de la photographie.

## Vie et carrière
Gertner est le fils d'un artisan qui travaillait à la base navale d'Holmen (en). Il fréquenta l'Académie royale des beaux-arts du Danemark de 1831 à 1837, où il fut l'un des élèves de Christoffer Wilhelm Eckersberg, qui est appelé le précurseur de l'âge d'or de la peinture danoise. Eckersberg lui enseigna une approche naturaliste de la peinture, mais Gertner poussa bien plus loin en s'inspirant de la peinture française et des nouvelles techniques de la photographie.
La maestria avec laquelle il produisit des portraits presque aussi précis qu'une photographie impressionna bien des gens ; en particulier, son habileté à reproduire des textures et des matériaux — les robes en crêpe, les médailles et les bijoux brillants, les meubles en acajou foncé, les papiers peints soyeux et les tapis doux — lui valut beaucoup d'éloges. D'autres, tel l'historien et le critique d'art influent Niels Laurits Høyen, qui s'opposait à toute influence étrangère sur la peinture danoise, trouvèrent à redire à son style, préférant des portraits plus sincères et plus sensibles. Gertner fut professeur à l'Académie à partir de 1858.

## Œuvres
Gertner peignit nombre des grands artistes de son époque, dont Bertel Thorvaldsen, dans la peinture Thorvaldsen dans son studio (1839, Musée Thorvaldsen), et Christoffer Wilhelm Eckersberg (1850, Académie royale des beaux-arts du Danemark). Il peignit parfois des scènes de genre, des tableaux d'histoire ou des pièces d'architecture.

## Galerie

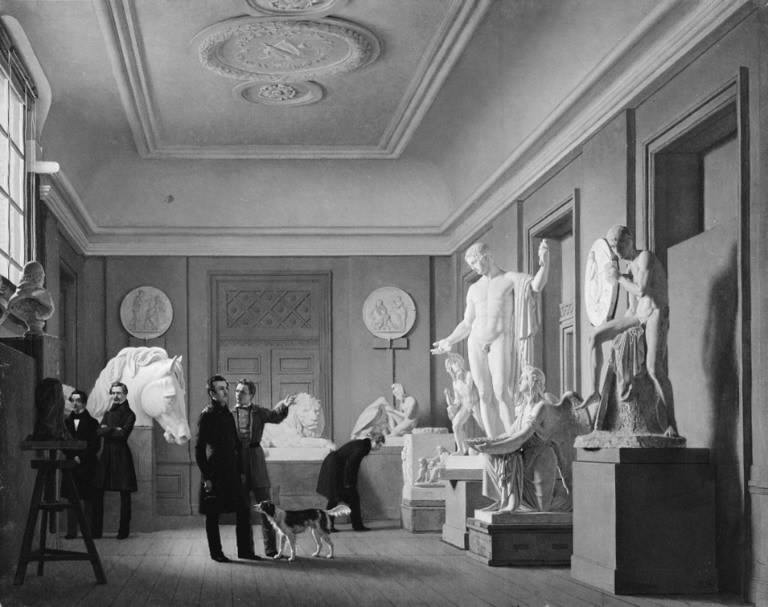
Bertel Thorvaldsen dans son studio à Charlottenborg, peint par Gertner pendant ses études à l'Académie.
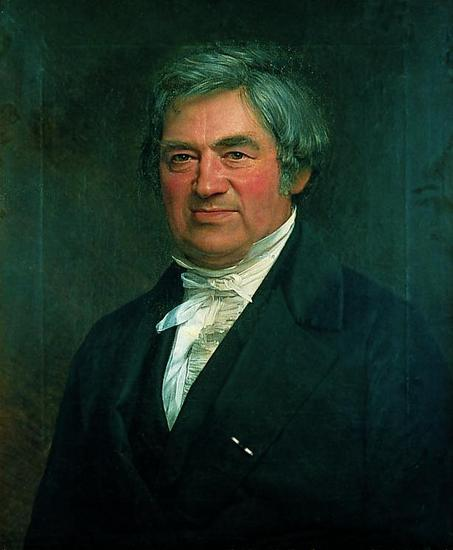
Christian Jürgensen Thomsen, 1849.
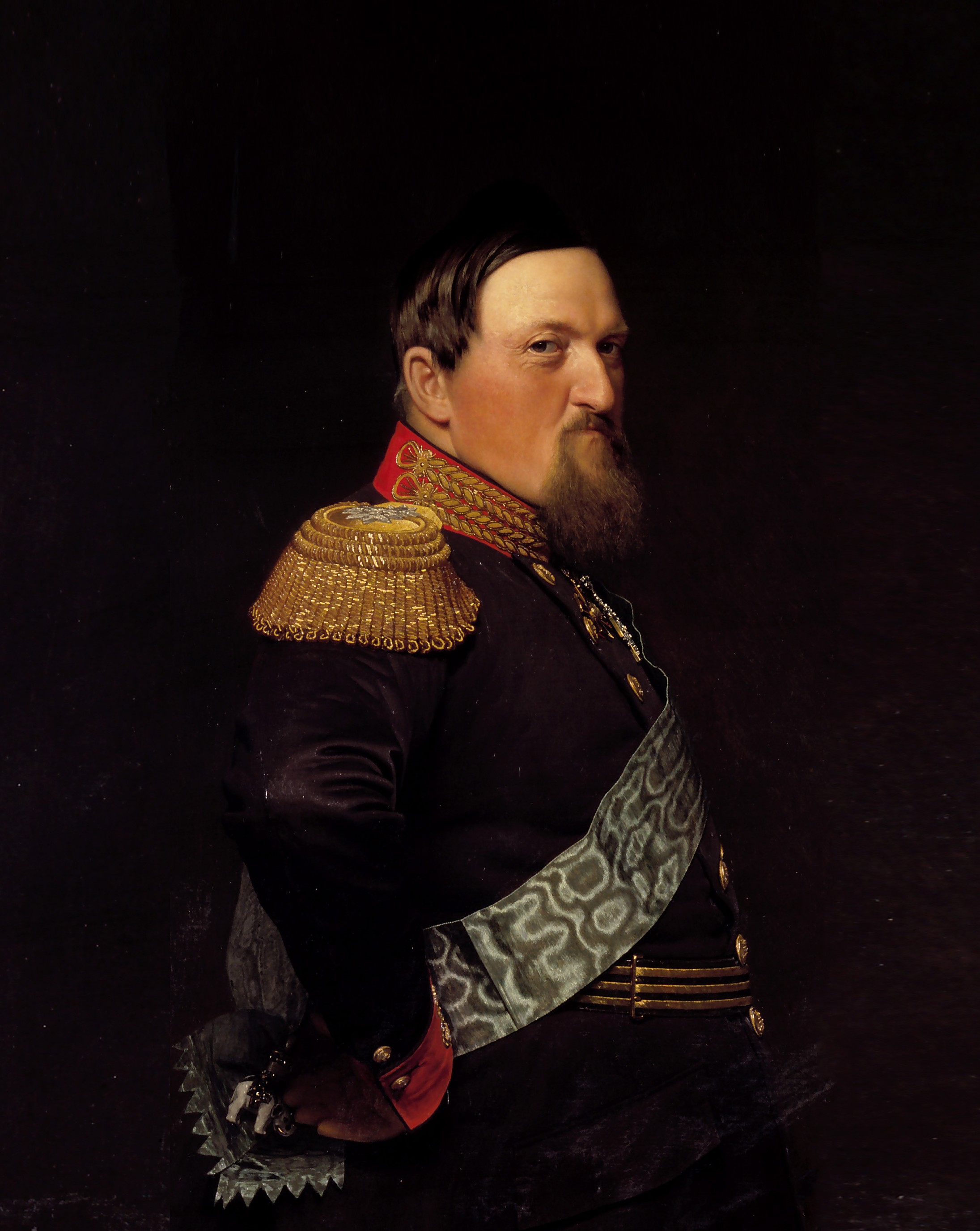
Frédéric VII de Danemark, 1861.

## Exposition
Une exposition d'une durée de deux mois et demi sur Johan Vilhelm Gertner s'est tenue en 2001 au musée Nivaagaard à Copenhague.